# Сейраб
Сейраб – газове родовище на сході Туркменістану.
Сейраб є одним із родовищ, які виявили на великій геологічній структурі, що обмежує з півночі Мургабську западину та відома як Учаджинський вал. Поклади вуглеводнів родовища пов’язані із відкладами нижньої крейди (шатлицький горизонт готерівського ярусу). Як колектори виступають пісковики із пористістю біля 21%. Покрівля продуктивного пласта знаходиться на глибині 2475 метрів, а його товщина сягає 107 метрів.
Видобувні запаси Сейраб оцінили у 59,4 млрд м3, при цьому його газу властивий низький вміст сірки.
Родовище відкрили у 1978 році ввели в розробку у 1984-му разом із сусіднім родовищем Учаджи. Видача продукції родовища здійснюється через газопровід КС Каракум – Малай.